# Dichocera lyrata
Dichocera lyrata är en tvåvingeart som beskrevs av Samuel Wendell Williston  1895. Dichocera lyrata ingår i släktet Dichocera och familjen parasitflugor. Inga underarter finns listade i Catalogue of Life.